# Carl Joseph Schröter
Karl (Carl) Joseph Schroeter (19 de diciembre de 1855, Esslingen am Neckar - † 7 de febrero de 1939, Zúrich) fue un botánico, algólogo, profesor alemán-suizo, y pionero ecólogo y uno de los fundadores de la Geobotánica.

## Algunas publicaciones
- 1889 - Die besten Futterpflanzen. Abbildungen und Beschreibungen nebst Angaben über Kultur, landwirtschaftlichen Wert, Samen-Gewinnung, -Verunreinigungen, -Verfälschungen etc.; con Friedrich Gottlieb Stebler

- 1894 - Samen-Haare von Gossypium hirsutum

- 1895 - Das St. Antönierthal im Prättigau in seinen wirtschaftlichen und pflanzengeographischen Verhältnissen

- 1896 -	Bodensee-Forschungen

- 1898 -	Führer durch die Quaianlagen in Zürich; con A. Usteri

- 1902 - Die Vegetation des Bodensees (autoecología y sinoecología)

- 1904 - Die Moore der Schweiz; con Johann Jakob Früh.

- 1904 - Botanische Exkursionen im Bedretto-, Formazza- und Bosco-Tal

- 1906 -	Lebensgeschichte der Blütenpflanzen Mitteleuropas; con Oskar von Kirchner y Ernst Loew

- 1908 -	Das Pflanzenleben der Alpen - Eine Schilderung der Hochgebirgsflora; 1.ª. ed.

- 1910. Rapport sur la nomenclature phytogéographique. Con Charles Henri Marie Flahault (1852-1935)), Actas del II Congreso internacional de Botánica, Wildemann, Bruselas, 1910

- 1912 -	Vom Mittelmeer zum Nordrand der Sahara : eine botanische Frühlingsfahrt nach Algerien; con Martin Rikli

- 1916 -	Programme für geobotanische Arbeiten; mit Eduard Rübel und Heinrich Brockmann-Jerosch

- 1918 -	Über die Flora des Nationalparkgebietes im Unterengadin

- 1923 - Pflanzengeographischer Exkursionsführer für eine botanische Exkursion durch die Schweizer-Alpen : Zürich-Pilatus-Domleschg-Nationalpark-Berninagebiet-Puschlav-Tessin-Wallis -Berner Oberland; mit Eduard Rübel

- 1926 -	Das Pflanzenleben der Alpen - Eine Schilderung der Hochgebirgsflora; 2.ª ed. con Marie y Heinrich Brockmann-Jerosch, August Günthart y Gottfried Huber-Pestalozzi

- 1932 -	Kleiner Führer durch die Pflanzenwelt der Alpen

- 1932 -	Eine Exkursion ins Chichibugebirge Japans 1898

- 1936 -	Flora des Südens, d.h. "Insubriens", des suedlichen Tessins und Graubündens und des Gebietes der oberitalienischen Seen (Langensee bis und mit Gardasee)

- La abreviatura «Schröt.» se emplea para indicar a Carl Joseph Schröter como autoridad en la descripción y clasificación científica de los vegetales.[1]